# Nicole de Boer
Nicole "Nikki" de Boer, född 20 december 1970 i Toronto, Kanada, är en kanadensisk skådespelare, bäst känd för sina roller som Ezri Dax (1998–1999) i TV-serien Star Trek: Deep Space Nine och som Sarah Bannerman (2002–2007) i The Dead Zone.

## Karriär
de Boers mest uppmärksammade roller har varit Ezri Dax i Star Trek: Deep Space Nine (sjunde och sista säsongen, 1998-1999), och Sarah Bannerman i The Dead Zone. Hon spelade också rollen som Dr. Alison Porter i TV-serien Stargate: Atlantis avsnitt "Whispers" i femte säsongen.

Nicole de Boer medverkade i teater och reklamfilm under stora delar av sin barndom. Vid elva års ålder debuterade hon i TV i Red Skelton TV-specialen Freddy the Freeloader's Christmas Dinner. Sex år senare spelade hon en vanlig rollfigur i den kanadensiska dramaserien 9B, som sändes 1988. Senare spelade hon en återkommande roll i den populära kanadensiska komedisketchen Barn i Hall. 1990 syntes de Boer i den amerikanska TV-filmen The Kissing Place. Hon medverkade även i den kortlivade kanadensiska serien First Resort detta år. 1991 dök de Boer upp i ett avsnitt av science fiction-serien Beyond Reality. Åren därpå gjorde hon flera ytterligare framträdanden i film och TV.
1997 spelade de Boer i den kanadensiska lågbudget- science fiction/skräck/thriller-filmen Cube. Samma år spelade hon rollen Yuna i den kortlivade science fiction-serie Deepwater Black.
När skådespelerskan Terry Farrell tog avsked från Star Trek: Deep Space Nine 1998 mördades hennes karaktär, Jadzia Dax. Producenterna beslöt sig för att skapa en ny kvinnlig karaktär, Erzi Dax. Utan att här djupdyka i förklaringen så skulle den nya karaktären vara nära relaterad till den förstnämnda. Producenterna började söka efter en ung skådespelerska som kunde förmedla sårbarhet och fann de Boer.
Mellan 2002 och 2007 spelade de Boer Sarah Bannerman i The Dead Zone. 2008 spelade hon rollen som Dr. Alison Porter i Stargate: Atlantis avsnitt "Whispers" i femte säsongen.

## Biografi
Nicole de Boer gifte sig med musikern John Kastner 18 december 1999, men separerade 2012. Deras dotter Summer föddes i januari 2007.

## Filmografi

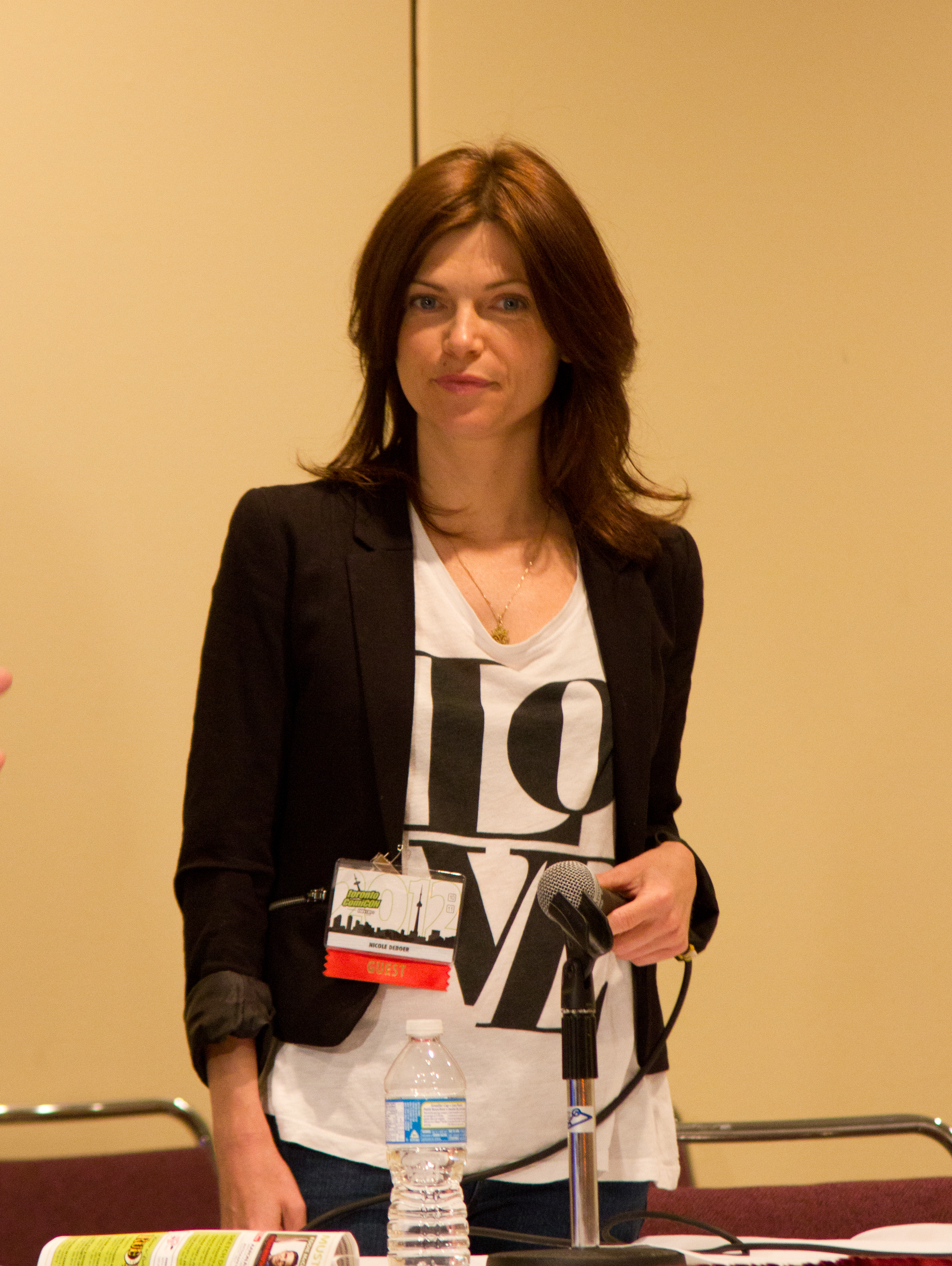
De Boer vid Toronto Comicon, 2012.

### Filmer
| År   | Titel                                     | Roll                      | Info |
| ---- | ----------------------------------------- | ------------------------- | ---- |
| 1981 | Freddie the Freeloader's Christmas Dinner | Little girl at hospital   |      |
| 1990 | The Kissing Place                         | Cathy                     |      |
| 1992 | Prom Night IV: Deliver Us from Evil       | Meagan                    |      |
| 1993 | Family Pictures                           | Penny                     |      |
| 1993 | J.F.K.: Reckless Youth                    | Olive Cawley              |      |
| 1994 | The Counterfeit Contessa                  | Helena Everett            |      |
| 1995 | Jungleground                              | Caitlyn Dean              |      |
| 1995 | National Lampoon's Senior Trip            | Meg Smith                 |      |
| 1996 | Kids in the Hall: Brain Candy             | Cooper's groupie          |      |
| 1997 | When Innocence Is Lost                    | Nancy                     |      |
| 1997 | Cube                                      | Joan Leaven               |      |
| 1998 | My Date with the President's Daughter     | Bonnie                    |      |
| 1999 | Family of Cops III: Under Suspicion       | Jackie Fein               |      |
| 2000 | Rated X                                   | Karen Mitchell            |      |
| 2002 | The Dead Zone                             | Sarah Bracknell Bannerman |      |
| 2003 | Public Domain                             | Bonnie                    |      |
| 2004 | 5ive Days to Midnight                     | Chantal Hume              |      |
| 2004 | Phil the Alien                            | Madame Madame             |      |
| 2006 | Ties That Bind                            | Megan Mahoney             |      |
| 2008 | NYC: Tornado Terror                       | Cassie Lawrence           |      |
| 2008 | Christmas Town                            | Liz                       |      |
| 2009 | Suck                                      | Susan                     |      |
| 2011 | Iron Invader                              | Amanda                    |      |
| 2011 | Metal Tornado                             | Rebecca                   |      |

### TV-serier
| År         | Titel                      | Roll                                          | Info                |
| ---------- | -------------------------- | --------------------------------------------- | ------------------- |
| 1988       | 9B                         | Erin Jones                                    | 5 avsnitt           |
| 1989–1991  | The Kids in the Hall       | Laura                                         | 3 avsnitt           |
| 1991–1993  | Beyond Reality             | Celia Powell / Anna / Mrs. Winter             | 7 avsnitt           |
| 1992       | Forever Knight             | Jeannie                                       | 2 avsnitt           |
| 1992–1994  | E.N.G.                     | Brenda / Nancy                                | 2 avsnitt           |
| 1994       | Catwalk                    | Maggie Holden                                 | hela andra säsongen |
| 1995–1998  | The Outer Limits           | Cadet 2nd Class Bree Tristan / Rachel Sanders | 2 avsnitt           |
| 1997       | Deepwater Black            | Yuna                                          | 14 avsnitt          |
| 1998–1999  | Star Trek: Deep Space Nine | Lieutenant Ezri Dax                           | 25 avsnitt          |
| 1999       | Dooley Gardens             | Skye                                          | 7 avsnitt           |
| 2002–2007  | The Dead Zone              | Sarah Bracknell Bannerman                     | 66 avsnitt          |
| 2008       | Stargate: Atlantis         | Dr. Alison Porter ("Whispers" i säsong 5)     | 1 avsnitt           |
| 2010, 2013 | Haven                      | Marion Caldwell                               | 2 avsnitt           |